# Cité de l'Image
Cet article court présente un sujet plus développé dans : Musée de l'image et Imagerie d'Épinal.
La Cité de l'Image est l'ancien nom du site spinalien sur lequel se trouvent le musée municipal de l'Image d'une part et l'entreprise privée Imagerie d'Epinal fondée en 1796, d'autre part. Le musée et l'entreprise privée se visitent indépendamment : la dénomination Cité de l'Image n'existe plus depuis l'été 2016, période à laquelle le partenariat autour d'une billetterie commune a été annulé. Les deux sites se situent toujours au 42 quai de Dogneville à Épinal, dans le département français des Vosges.

## Histoire
L'Imagerie d'Épinal et le musée de l'Image sont deux sites totalement indépendants. Toutefois, le musée municipal de l'image bénéficie de la notoriété et du trafic des visites des ateliers de productions de l'Imagerie d'Épinal et n'a pas été conçu comme un « musée de l'imagerie », en dépit de l'intérêt qu'aurait pu présenter cette qualité dans une région riche en ateliers de production.

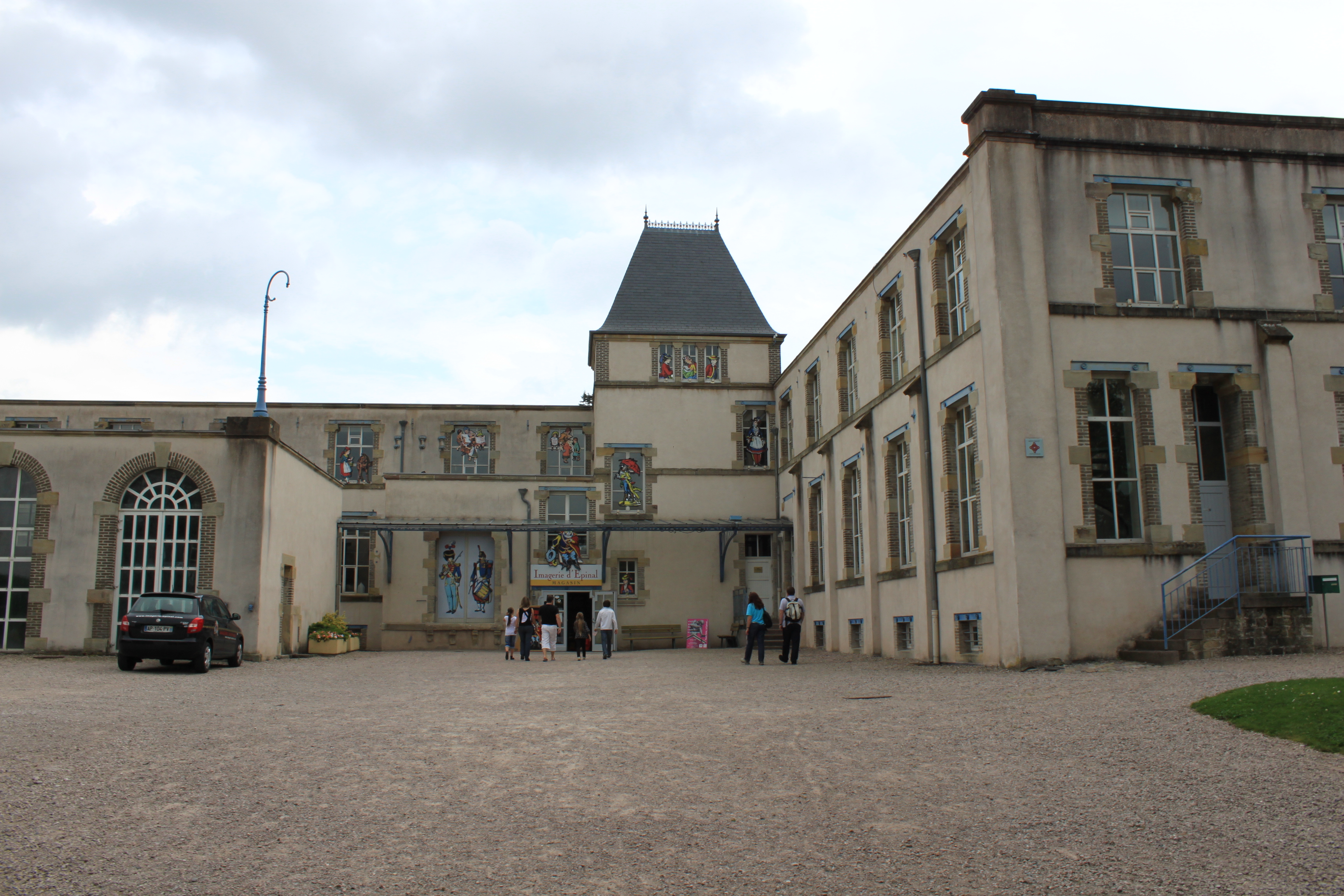
La façade de la fabrique.